# Amigdala (pietra)

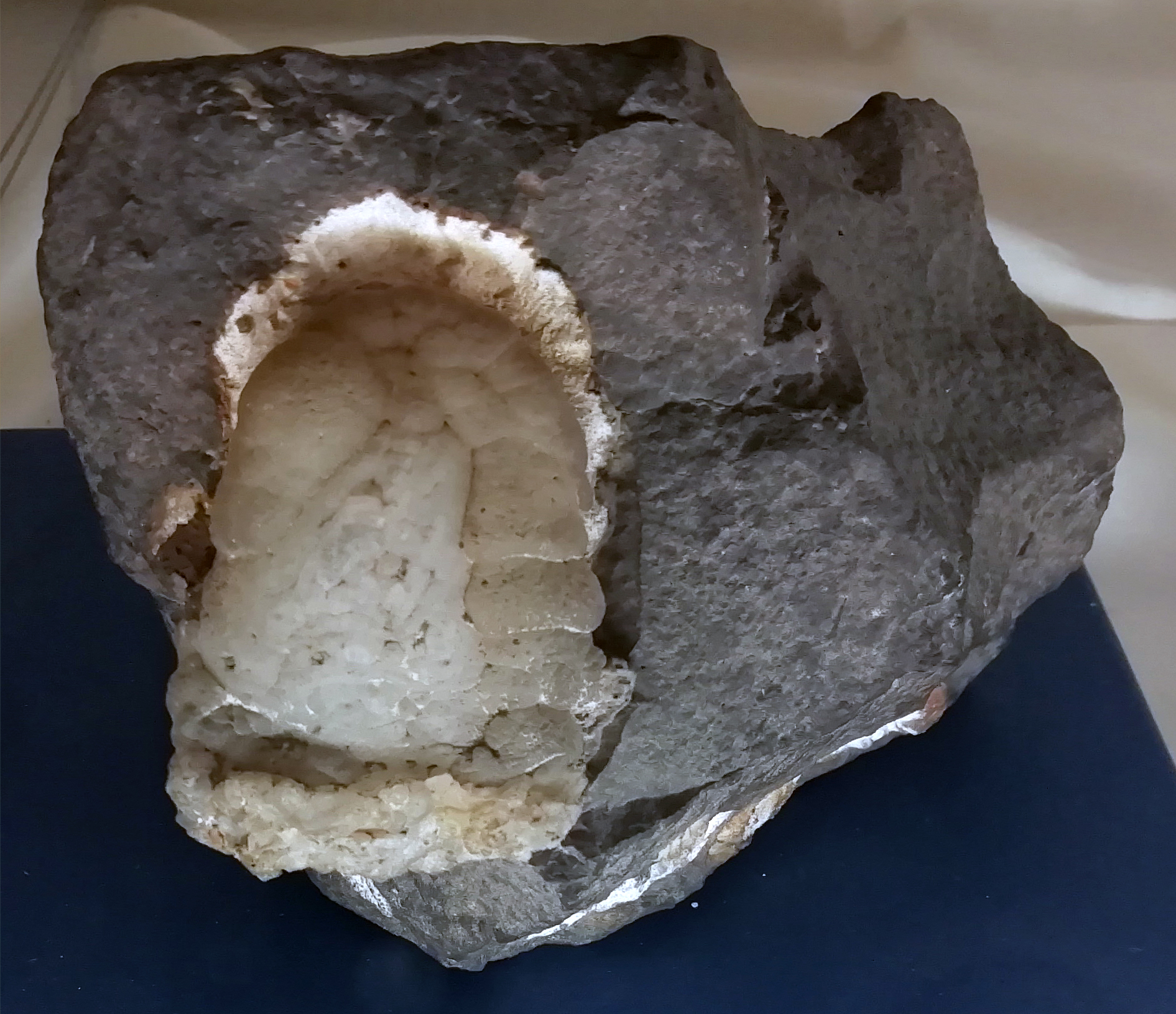
Amigdala di calcedonio enidro (SiO₂) in basalto. esemplare di "acqua fossile", risalente al Terziario e di probabile origine idrotermale, ritrovata a Cerro da Itapebi, in Uruguay. (Coll. Museo geologico Giovanni Capellini)

In mineralogia viene definita amigdala una concrezione minerale, di dimensioni e di composizione varia, a forma di mandorla, che viene originata da una deposizione di sostanza proveniente da soluzioni circolanti e che ha riempito una cavità di rocce preesistenti di tipo eruttivo-effusivo.
Il termine viene usato in archeologia per descrivere alcuni tipi di bifacciale, generalmente rocce composte da selce, ossidiana e quarzite, unite ad altre pietre più dure, scolpite a forma di mandorla e usate per azioni giornaliere compiute dagli uomini primitivi.
Il primo ad utilizzare questo genere di strumenti fu presumibilmente l'Homo erectus nel Paleolitico., più precisamente la cultura abbevilliana, comparsa circa 500.000 anni fa.